# Paardjesbaan
Paardjesbaan is een voormalige attractie in het Belgische attractiepark Bobbejaanland en werd gebouwd door Metalbau Emmeln. De attractie werd geopend in 1982 en verwijderd in 2002.
Op een stalen parcours rijden kunststoffen paarden waarop men plaatsneemt. De paardjes gaan tijdens de rit op en neer. De paardjes hadden echte leren teugels, cowboyzadels en hoefijzers alsook een brandmerk met het logo van het park. De attractie bevond zich naast de huidige Hall 2000. De locatie is nu de wachtrij voor The Forbidden Caves.
De Paardjesbaan mag men niet verwarren met Pony Ride, noch met Horse Pedalo.
Afbeeldingen